# Gỏi cá trích
Gỏi cá trích được xem là một món ăn đặc sản của Phú Quốc. Đây là món ăn được ưa chuộng của người dân nơi đây và là món ăn được ưa thích nhất của du khách mỗi khi đặt chân lên đảo Phú Quốc. Gỏi cá trích là món ăn dân dã bình dị mang đậm hương vị xứ đảo.

## Nguyên liệu
Nguyên liệu của món ăn bao gồm:
- Cá trích
- Hành tây, hành tím
- Nước cốt chanh
- Dừa nạo thành sợi
- Đậu phộng rang
- Nước mắm, tỏi, ớt, đường
- Bánh tráng, rau sống và bún

## Cách làm
Cá trích được rửa sạch rồi loại bỏ vảy, đầu, ruột và sau đó dùng dao để lọc từng miếng phi-lê mỏng. Tiếp theo, dùng nước cốt chanh trộn chung với cá cùng với hành tây hành tím thái mỏng, dừa, ớt và đậu phộng rang. Cuối cùng xếp cá lên dĩa và thưởng thức.